# António José Patrício

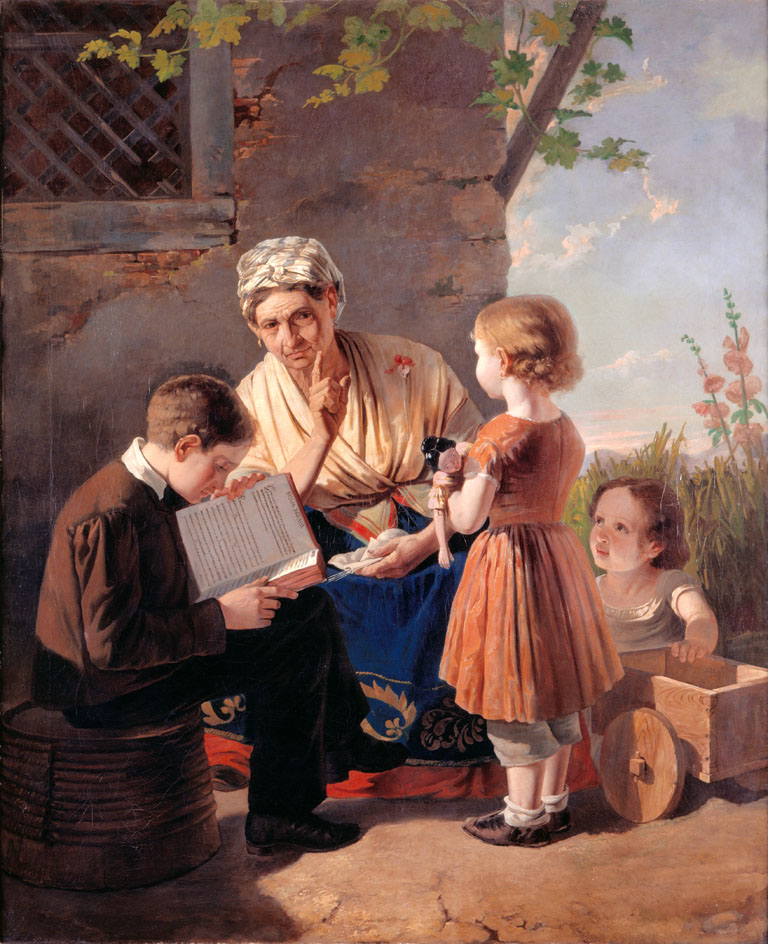
A avó, 1856, Museu do Chiado

António José Patrício (Lisboa, 28 de Agosto de 1827 - 1858), foi um pintor português da época romântica.
Algumas das suas obras fazem parte do acervo do Museu do Chiado.

## Obras
- A despedida (1855)
- A avó (1856)
- A tempestade (1858)